# قطعنامه ۱۷۲۱ شورای امنیت
قطعنامه  ۱۷۲۱ شورای امنیت سازمان ملل متحد که در تاریخ ۰۱ نوامبر ۲۰۰۶ تصویب شد، سندی بین‌المللی دربارهٔ بررسی وضعیت در ساحل عاج است. این قطعنامه طی نشست ۵۵۶۱ام با ۱۵ رای موافق، ۰ مخالف و ۰ ممتنع تصویب شد.